# Петер Ветцлар
Петер Ветцлар (27 лютого 1997) — зімбабвійський плавець. Учасник Чемпіонату світу з водних видів спорту 2017 на дистанції 100 метрів вільним стилем.
Учасник Чемпіонату світу з водних видів спорту 2019, де в попередніх запливах на дистанціях 50 і 100 метрів вільним стилем посів, відповідно, 44-те і 56-те місця і не потрапив до півфіналів.